# 3號染色體
3號染色體是人類基因組中的24種染色體（並組成23對）的其中之一。對一般人來說，細胞中會有1對3號染色體，分別來自父親與母親。這條染色體也是人體中第3大的染色體，擁有大約2億個鹼基對，約佔人類DNA的6.5%。
和其他的染色體一樣，3號染色體所擁有的基因數目並不確定，不同的研究中會有一些差異。根據NCBI資料庫的紀錄，現在已知位在3號染色體的基因有1469個，其中有8個基因尚未確定位置。